# Yawarawarga
Yawarawarga är ett utdött australiskt språk i Australien. Yawarawarga talades i Sydaustralien. Yawarawarga tillhörde de pama-nyunganska språken.